# Порічки золотисті
Пор́ічки золот́исті, або сморо́дина золоти́ста (Ribes aureum), синонім — пор́ічки запашні, або сморо́дина запашна́ (Ribes odoratum) — рослина з родини аґрусових. Flora Europaea подає обидва види як прийняті. R. odoratum також часом розглядають як різновид виду порічки золотисті волохаті (R. aureum var. villosum DC.).

## Опис

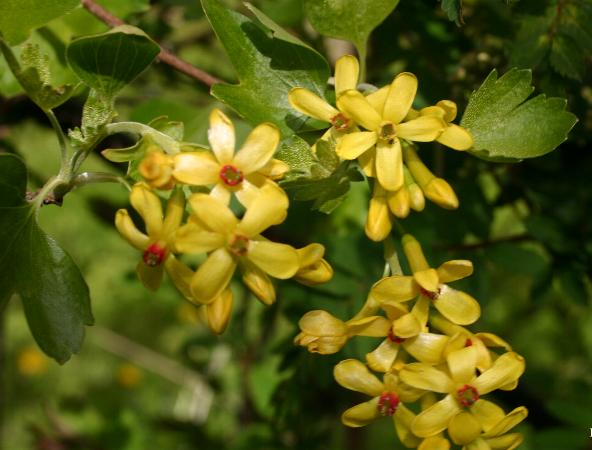
Квітки і листя смородини золотистої

Порічки золотисті — прямостояча кущова рослина 180—270 см заввишки.
Листки — розташовані супротивно, трилопатеві. Лопаті закруглені, жилкування пальчасте. Можуть сягати 5 см завширшки, черешок приблизно такої ж довжини, що і листова пластинка. Восени змінюють колір з зеленого на червоний, завдяки чому виглядають дуже декоративно.
Від 5 до 15 квіток зібрані в китиці близько 8 см завдовжки, завжди мають прилистки, на яких знаходяться волоски та залози. Тонкі, дуже запашні жовті квітки мають 5 загострених чашолистків та 5 жовтих пелюсток, які з віком набувають червоного кольору. Стовпчики зрослі від основи до кінчика.
Плід — кругла ягода близько 0,5-1 см в діаметрі, яка в процесі дозрівання змінює свій колір з червоної на чорну. Достигають ягоди поступово.

## Поширення і використання
Батьківщина виду — Північна Америка, де він цвіте з лютого по квітень.
В Україні використовується як ягідна та декоративна рослина.